# Hydratace cementu
Hydratace portlandského cementu jsou chemické děje probíhající při tuhnutí a tvrdnutí cementového mléka, malty, kaše či betonu. Po smísení s vodou dochází k hydrataci původně bezvodých minerálů za vzniku hydratačních produktů. 

## Seznam chemických reakcí

### Reakce alitu s vodou
2(3CaO. SiO2) + 6H2O → 3CaO. 2SiO2. 3H2O + 3Ca(OH)2

### Reakce belitu s vodou
2(2CaO. SiO2) + 4H2O → 3CaO. 2SiO2. 3H2O + Ca(OH)2

### Reakce trikalcium aluminátu
3CaO. Al2O3 + 3(CaSO4. 2H2O) + 26H2O → 3CaO. Al2O3. 3CaSO4. 32H2O

## Princip zpomalení hydratačních reakcí,ettringit
Jde zejména o reakci trikalcium aluminátu (C3A), který s vodou reaguje velmi rychle. Ke zpomalení reakce se do slínku přidává sádrovec, který reaguje s  trikalcium aluminátem za vzniku ettringitu, který na povrchu zrn vytváří ochrannou vrstvu, tím zpomaluje tuhnutí cementu. Ettringit reaguje na monosulfát.
3CaO. Al2O3 + 3(CaSO4. 2H2O) + 26H2O → 3CaO. Al2O3. 3CaSO4. 32H2O
Hydratace se rovněž zpomaluje s klesající teplotou.

## Hydratační teplo cementu, způsoby ovlivnění jeho vývinu
Hydratační reakce cementu jsou provázeny vývinem tepla. V zásadě lze říci: čím kvalitnější cement, tím je hydratační teplo vyšší. 
Hydratační tepla slínkových materiálů:
			-C3A		867 J/g
			-C3S		502 J/g
			-C4AF		419 J/g
			-ß-C2S		260 J/g
Vývin tepla lze zejména ovlivnit snížením obsahu C3A (snížení hydratačního tepla) v cementu a přídavkem příměsi (struska, popílky).